# 底質暫定除去基準
底質暫定除去基準（ていしつざんていじょきょきじゅん）は、1975年（昭和50年）に定められた、水銀及びポリ塩化ビフェニル(PCB)に汚染された底質を除去する範囲を定める場合の基準である。
底質に関するダイオキシンその他の環境基準については、底質の環境基準を参照。

## 調査方法
調査の方法は、「底質調査方法」に基づく。
メッシュの通常4つの交点の測定値の平均値を当該メッシュ内の平均濃度として考える。

## 基準値
水銀及びポリ塩化ビフェニル(PCB)について、定められている。

### 水銀
水銀を含む底質の暫定除去基準値（底質の乾燥重量当たり）は、海域においては次式により算出した値(C)以上、河川及び湖沼においては25ppm以上である。
ただし、潮汐の影響を強く受ける河口部においては海域に準じ、沿岸流の強い海域においては河川及び湖沼に準ずるとされる。
C＝0.18・(△H／J)・(1／S) (ppm)
- △H=平均潮差(m)
- J=溶出率
- S=安全率

- 平均潮差△H(m)は、当該水域の平均潮差とする。ただし、潮汐の影響に比して副振動の影響を強く受ける海域においては、平均潮差に代えて次式によって算出した値とする。

△H＝副振動の平均振幅(m)×(12×60(分))／(平均周期(分))
- 溶出率Jは、当該水域の比較的高濃度に汚染されていると考えられる四地点以上の底質について、「底質調査方法」の溶出試験により溶出率を求め、その平均値を当該水域の底質の溶出率とする。
- 安全率Sは、当該水域及びその周辺の漁業の実態に応じて、次の区分により定めた数値とする。なお、地域の食習慣等の特殊事情に応じて安全率を更に見込むことは差し支えない。
  - 漁業が行われていない水域においては、10とする。
  - 漁業が行われている水域で、底質及び底質に付着している生物を摂取する魚介類(エビ、カニ、シャコ、ナマコ、ボラ、巻貝類等)の漁獲量の総漁獲量に対する割合が、おおむね2分の1以下である水域においては50、おおむね2分の1を超える水域においては100とする。

### PCB
PCBを含む底質の暫定除去基準値（底質の乾燥重量当たり）は、10ppm以上である。

## 他の基準値との比較

### 水銀
25ppmは、25mg/kgとも表記できる。
- 土壌の環境基準において、溶出量値として、総水銀は0.0005mg/L以下であり、アルキル水銀は「検液中に検出されないこと」である。
- 土壌汚染対策法における指定基準は含有量として、土壌1kgにつき15mg以下となっている。ただし、土壌汚染対策法における試験方法が真水を使うのに対し、底質調査法は強酸を使用して試料に含まれる水銀を分析するので単純には比較できない。なお、土壌汚染対策法の分析方法は底質調査法より数分の1の値しかでないことが知られている。
- 海洋汚染等及び海上災害の防止に関する法律による水底土砂に係る判定基準において、「水銀又はその化合物」の溶出量値は銀0.005mg/L以下である。

### PCB
10ppmは10mg/kg、10,000,000pg/gとも表記できる。
PCBのうち、コプラナーPCB（塩素原子が分子の外側を向き平面状分子となっているもの、一般のPCBに比べて毒性が高い。）はダイオキシン類の一部に分類されている。現在のダイオキシン類の底質環境基準は150 pg-TEQ/gであり、10ppm（=10,000,000pg/g）と大きな差があるように見えるが、対象となる物質が異なるとともに分析方法や毒性等価係数等の差があることから単純には比較できない。
底質の環境中におけるPCBとダイオキシンの濃度について、PCBについては平成19年度版「化学物質と環境」によれば、平成18年度の各調査地点の年間平均値が36～670,000pg/g-dry、その幾何平均値が7,600pg/g-dryであり、ダイオキシン類についてはダイオキシン法に基づくモニタリングデータによれば平成18年の各調査地点の年間平均値は0.056～750pg-TEQ/g、その幾何平均値が6.7pg-TEQ/gとなっている。
PCB濃度が2ppmを超過すると多くの場合で、ダイオキシン類濃度が150pg-TEQ/gを超過することを各河川・港湾管理者が公開している。